# José Luis Cuevas (pintor)
José Luis Cuevas Novelo (Ciudad de México, 26 de febrero de 1931-3 de julio de 2017) conocido como José Luis Cuevas, fue un pintor, dibujante, escritor, grabador, escultor e ilustrador mexicano. Aunque la biografía en su sitio personal señala la fecha de 1934, su hermano mayor, el médico y psicoanalista Alberto Cuevas Novelo, ha asegurado que en realidad nació en el año de 1931. Fue conocido como el «niño terrible» (enfant terrible) de la pintura en México, y tuvo también el apodo del «Gato Macho». Desde su primera exposición en Washington en 1954, con solo 20 años y desde el Washington Post y la revista Time, aprendió a explotar su imagen pública como macho, seductor de mujeres, y artista sin pelos en la lengua. Un extraordinario sentido de la vanidad y el narcisismo que le llevó a fotografiarse día tras día desde 1955.   Retó al movimiento muralista mexicano que dominaba en ese tiempo y fue un prominente miembro de la Generación de la Ruptura, siendo funcional a las posturas estadounidenses en plena Guerra Fría Cultural Latinoamericana. Fue un artista autodidacta, con muchos estilos e influencias muy marcados en el lado oscuro de su vida, y frecuentemente distorsionaba figuras y generaba debates. Fue un personaje muy controvertido, no solo por motivos artísticos, sino también por sus polémicas con otros escritores y artistas. En 1992, se inauguró el Museo José Luis Cuevas, que en el Centro Histórico de Ciudad de México alberga muchos de sus trabajos y su colección personal de arte.

## Datos biográficos
José Luis Cuevas había nacido en los altos de la fábrica de lápices y papeles El Lápiz del Águila, administrada por su abuelo paterno, Adalberto Cuevas. El inmueble se ubica en las inmediaciones del centro de Ciudad de México. Provenía de la clase media. Decía que había iniciado su formación por haber nacido en una fábrica de papel y de lápices que le originaron una gran fascinación. Asistió a la escuela primaria en la Colonia Roma, cuando su familia se mudó después de la muerte de su abuelo. Desde su infancia tuvo la virtud de observar a la gente en las calles y plazas de los mercados públicos, recreando en el papel que coloreaba de la fábrica de su abuelo. Su talento fue manifestado desde temprana edad, ganando el primer lugar en una competencia de niños titulado Niño obrero. Ganó el premio con el apodo de Güerito pintor. 
Su formación artística fue prácticamente autodidacta. Cuevas fue una de las principales figuras de la Generación de la Ruptura con el muralismo mexicano y uno de los más destacados representantes del neofigurativismo. Mediante el trabajo con la línea de gran ferocidad gestual, desnuda las almas de sus personajes retratando la magnificencia de la degradación humana en el mundo de la prostitución y el despotismo. Antes de cumplir los diez años, Cuevas se inscribió como alumno irregular a la Escuela de la Esmeralda; También inició ilustrando periódicos y libros. Se vio forzado a dejar sus estudios en 1946, cuando se enfermó de fiebre reumática. La enfermedad lo mantuvo en cama por dos años. Durante ese tiempo continúa su formación artística en el México City College (ahora llamado Universidad de las Américas Puebla), tomando clases de grabado con Lola Cueto.
A la edad de catorce años, rentó un local en la Calle de Donceles que utilizó para instalar un estudio después de regresar de la escuela y su pobre salud no era tan fuerte. Decidió dedicarse por sí mismo a su arte. Aprendió a pasear en caballo y a jugar con armadura para ganar dinero. Ilustró para The News y después de un viaje, tomó clase de historia del arte en Coronet Hall Institute.
Un elemento de su viaje fue la oportunidad de visitar el Hospital de Salud Mental La Castañeda donde su hermano médico psiquiatra atendía a pacientes.
Cuevas fue en algunas ocasiones descrito como vanidoso, mentiroso patológico y además hipocondríaco, obsesionado con la enfermedad y la muerte, especialmente la suya. El escritor René Avilés Fabila dijo en alguna ocasión: «El más grande amor de José Luis Cuevas es llamarse José Luis Cuevas, porque es un artista que se ama a sí mismo más que a su trabajo». La razón para este concepto es que había hecho muchos retratos que parecían ser muchos espejos. Cuevas decía que no creía ser vanidoso y esa idea la expresó en 1955, cuando decidió hacerse una pintura de sí mismo todos los días, hábito que continúa hasta el fin de su vida. Fue uno de los artistas contemporáneos más fotografiados de México. Se dice haber visitado un burdel para captar costumbres, como rasguñar a los clientes. Otra historia relacionada con él por una mujer de 70 años, llamada Gloria quien trató de seducirlo y otra muy parecida a Marlene Dietrich. Admitió haber sido paranoico y defensivo, por haber dado una impresión negativa. Le reclamó a Julio Scherer García como un enemigo por interferir con su carrera como escritor. También tuvo fricciones con el pintor Rufino Tamayo. Le reclamó a José Chávez Morado. Guillermo González Camarena y al Frente Popular de Artes Plásticas donde le enviaron y lo acusaron de haber trabajado para la CIA en los años 1950s, cuando estuvo fuera de la corriente principal de artistas. En sus años finales, tuvo diferencias con sus amigos, al abrir su museo, por lo cual los consideró enemigos y nunca les permitió la entrada.

### Matrimonio

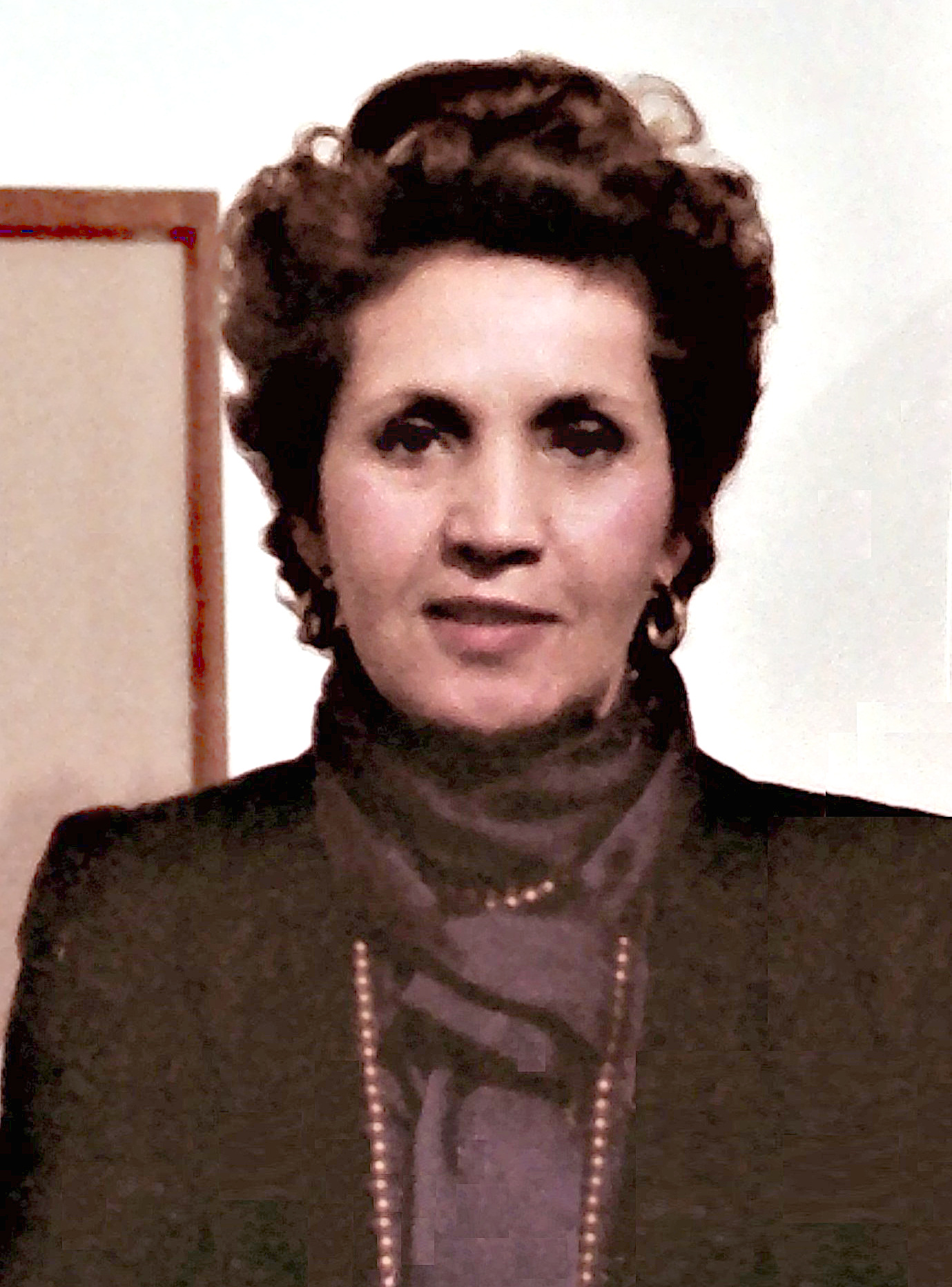
Bertha Cuevas, 1982.

Cuevas se casó con su primera esposa Bertha Riestra, en 1961. Conoció a Bertha en el Hospital de Salud Mental de la Castañeda, donde realizaba su servicio social y pintaba. Sus padres no asistieron a la boda y no aprobaron que fuera una artista. Después de su matrimonio, ganó una reputación como mujeriego, siendo apodado como «Gato Macho» o seductor de mujeres, tomando ventaja de esta promoción. En un periódico de Ciudad de México, había una columna escrita por él, donde él mencionaba haber tenido cerca de 650 encuentros eróticos. Su libertad siguió siendo la misma con su esposa Bertha, aunque nunca supo de los «affairs» que escribió. Con Bertha fue padre de tres hijas: Mariana, Ximena y María José.
En los años 1960 estuvo en Marruecos para estudiar el arte islámico, donde conoció al pintor Francis Bacon en Tánger. Se hizo ateo después de la muerte de su mamá en los años 1970.
De 1976 a 1979, se autoexilió, dejando México y se fue a vivir a Francia, trabajando en varios libros, serigrafías y litografías para publicación. Cuando regresó a México, presentó la exhibición José Luis Cuevas: «el regreso de otro hijo pródigo». 
En el año 2000, Bertha Riestra, su esposa y en ese momento, directora del Museo José Luis Cuevas, murió debido a cáncer de mama y leucemia. Al año siguiente, conoció a Beatriz del Carmen Bazán, con la que se casó en el año 2003 en el museo.
Cuevas y su esposa vivieron en el vecindario de San Ángel en Ciudad de México. La casa fue construida para Cuevas en los años 1970s por los arquitectos Abraham Zabludovsky y Teodoro González de León con un estilo que recordaba a Luis Barragán. Paredes con tono de color gris con líneas muy marcadas. Su interior es minimalístico con pinturas del artista en las paredes y maderas de origen mexicano. Cuando la casa está limpia y ordenada, los espacios dedicados a su estudio están sucios y desordenados con libros, vieja maquinaria, un telescopio, espejos, muchas fotografías y más.

## Amistades, relaciones, conceptos

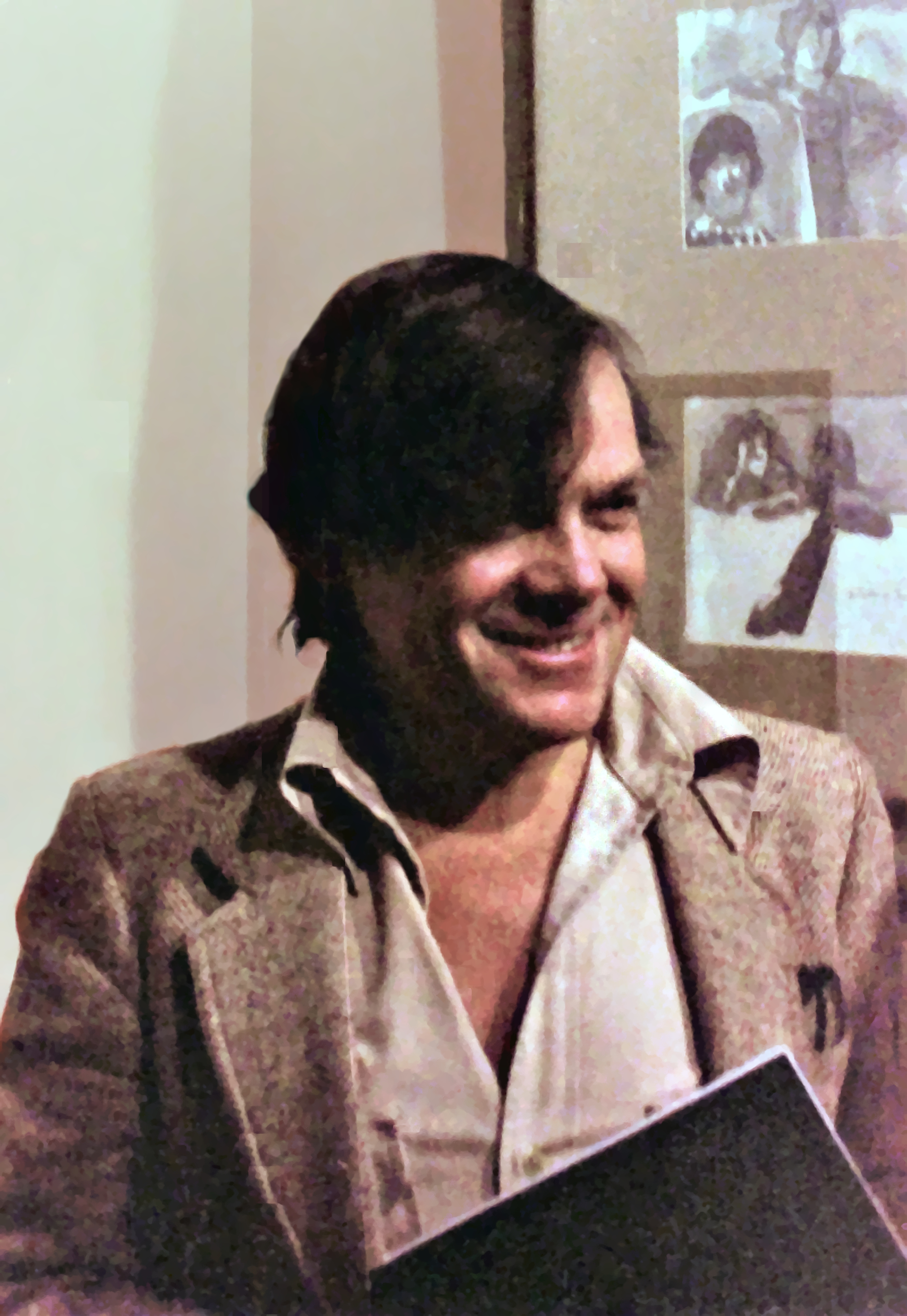
José Luis Cuevas, el gran dibujante, grabador, escultor y escritor mexicano, 1982.

Entabló amistad con el poeta y crítico Rafael Squirru dedicándole una serie de serigrafias a su poema «El rey», luego aparecieron en forma de carpeta. Cuevas adquiere notoriedad por sus constantes exposiciones, tanto en Estados Unidos como en México, el resto de Latinoamérica y en Europa, incluso en la Galería Edouar Loeb de París, donde Pablo Picasso compró obra de Cuevas. 
Se le atribuye el «haber bautizado» como Zona Rosa al corredor turístico del Paseo de la Reforma, como un homenaje y muestra de gran admiración por la artista cubano-mexicana Rosa Carmina, a la que entonces era una importante área de promoción cultural, intelectual y de la moda de Ciudad de México, nombre que se conserva hasta el momento actual.
En dicho lugar expuso lo que tituló como «Mural Efímero» en 1967, mismo que vuelve a montar al año siguiente en la Ciudad Universitaria, como muestra de apoyo a los movimientos estudiantiles que se desarrollaron ese año en Ciudad de México. Cabe agregar que dos años después se manifestó en San Francisco, California, en contra de la guerra de Vietnam, organizando happenings (espectáculos que exigen la participación del público) y elaborando carteles. 
Su intención inicial era mostrar la angustia y la soledad del hombre y eligió para ello las escenas que encontró en hospitales y prostíbulos; sus modelos fueron y siguen siendo la prostituta, el pordiosero, el loco y el enfermo. A pesar de la recurrencia de los temas, de Cuevas se puede decir que en su obra existen diferentes variantes protagonizadas por seres deformes, bellas imágenes de personajes casi monstruosos.
A mediados del decenio de 1950, la obra de Cuevas comienza a ser reconocida por coleccionistas y críticos especializados, entre ellos José Gómez-Sicre, quien lo invita a exponer en la Unión Panamericana (Washington D. C.). 

Cuevas en su estudio, Ciudad de México, 1980.

Pintor, escritor y político, en su momento se le conoció como el «enfant terrible» (traducido del francés, la expresión sería «niño terrible») de una generación de artistas que se manifestaron contra la expresión del arte arraigada en programas políticos enfocados en alimentar ideas nacionalistas. De tal postura es célebre el texto firmado por Cuevas «La cortina del nopal», realmente escrito por José Gómez-Sicre, donde se critica que la idea de educar a los pueblos mediante el arte no había logrado de ninguna manera su cometido. Su postura no fue solo un ataque constante contra la cultura oficial, sino también contra la enseñanza académica —motivada por su formación autodidacta— y contra el muralismo, en especial contra la figura de Siqueiros, quien había hecho célebre la frase «no hay más ruta que la nuestra».
Su oposición al muralismo contó con el respaldo de José Gómez Sicre, titular del departamento de Artes Visuales de la Unión Panamericana de Washington, quien redactó numerosos textos que fueron firmados por Cuevas. En 1954, Gómez Sicre le escribía al director fundador del MoMA de Nueva York, Alfred H. Barr, para animarle a que comprara obra de Cuevas: "Representa la última generación de artistas que no están interesados en los mensajes políticos y, al mismo tiempo, no rompen con la tradición expresionista de la escuela mexicana”. En plena Guerra Fría, también cultural, la Unión Panamericana buscaba neutralizar las expresiones artístico-políticas de izquierda, promoviendo todo arte desligado de las luchas populares. Cuevas ocupaba una posición útil a esta política imperialista. Debido a estas relaciones, Édgar Alejandro Hernández afirma: "Si no hubiera existido el contexto de la Guerra Fría, obras como Loco y Loca no hubieran ingresado a la colección del MoMA de Nueva York, y la obra de Cuevas tampoco hubiera tenido el impacto internacional que adquirió de forma tan prematura".
Otras facetas del pintor dan a comentar que en teatro elabora la escenografía para la obra «La noche de los asesinos» —que en México es premiada por la crítica especializada—, así como para el American Ballet Company en Estados Unidos; monta junto con Alfonso Arau y el escritor Carlos Monsiváis el espectáculo «El Quid» en 1965. Han sido diferentes los premios y reconocimientos que Cuevas ha recibido a lo largo de su carrera, por ejemplo, en 1967 la exposición «Rosk 67» lo presenta como uno de los cincuenta pintores más importantes del momento. Ese mismo año, The New York Times —uno de los más importantes periódicos estadounidenses—, lo ubica entre los más grandes dibujantes del siglo XX.
Entre sus numerosas exposiciones individuales y colectivas destacan las realizadas en Washington D. C. (1954), París (1955) y Nueva York (1957).
Cuevas también actuó en las siguientes obras cinematográficas:
- Alfred Hitchcock presenta. Capítulo Breakdown, 1985, como Roberto.
- La mujer perfecta dirigida por Juan Manuel Torres, 1979, como invitado a la fiesta.
- Picasso entre nosotros dirigida por Salomón Laiter, 1973.
- Los días del amor de Alberto Isaac, 1972.
- Los amigos dirigida por Ícaro Cisneros, 1968.
- Las visitaciones del diablo de Alberto Isaac, 1968, como pasajero en el tren.
- La muerte es puntual de Sergio Véjar, 1967, como invitado a la fiesta.
- En este pueblo no hay ladrones de Alberto Isaac, 1965.

## Muerte
José Luis Cuevas murió en Ciudad de México el 3 de julio de 2017 a la edad de 84 años, a consecuencia de cáncer de colon con metástasis en los pulmones. Fue cremado y recibió honores en el Palacio de Bellas Artes.

## Premios y distinciones
Obtuvo, entre otros, los siguientes reconocimientos: 
- Primer Premio Internacional de Dibujo, Bienal de São Paulo (1959).
- Primer Premio Internacional de Grabado, I Trienal de Nueva Delhi (1968).
- Premio Nacional de Bellas Artes, por el gobierno de México (1981).[10]
- Doctor honoris causa por la Universidad Autónoma de Sinaloa (1984).[11]
- Premio Internacional del Consejo Mundial del Grabado, San Francisco (1984).
- Recibió la Orden de Caballero de las Artes y de las Letras de la República Francesa (1991).

Fue nombrado Artista de la Ciudad por el Gobierno del Distrito Federal de México, ocasión en que también se inauguró el Museo José Luis Cuevas en 1992.

## Libros escritos por José Luis Cuevas
- Cuevas por Cuevas, Ediciones Era, México D. F., 1965.
- Cuevario, Editorial Grijalbo, México D. F., 1973.
- Cuevas contra Cuevas

## Algunas de sus obras, exposiciones y documentos

El cuarto de dibujo, grabado, José Luis Cuevas, 1960, col. MAM, Cd. Mx.
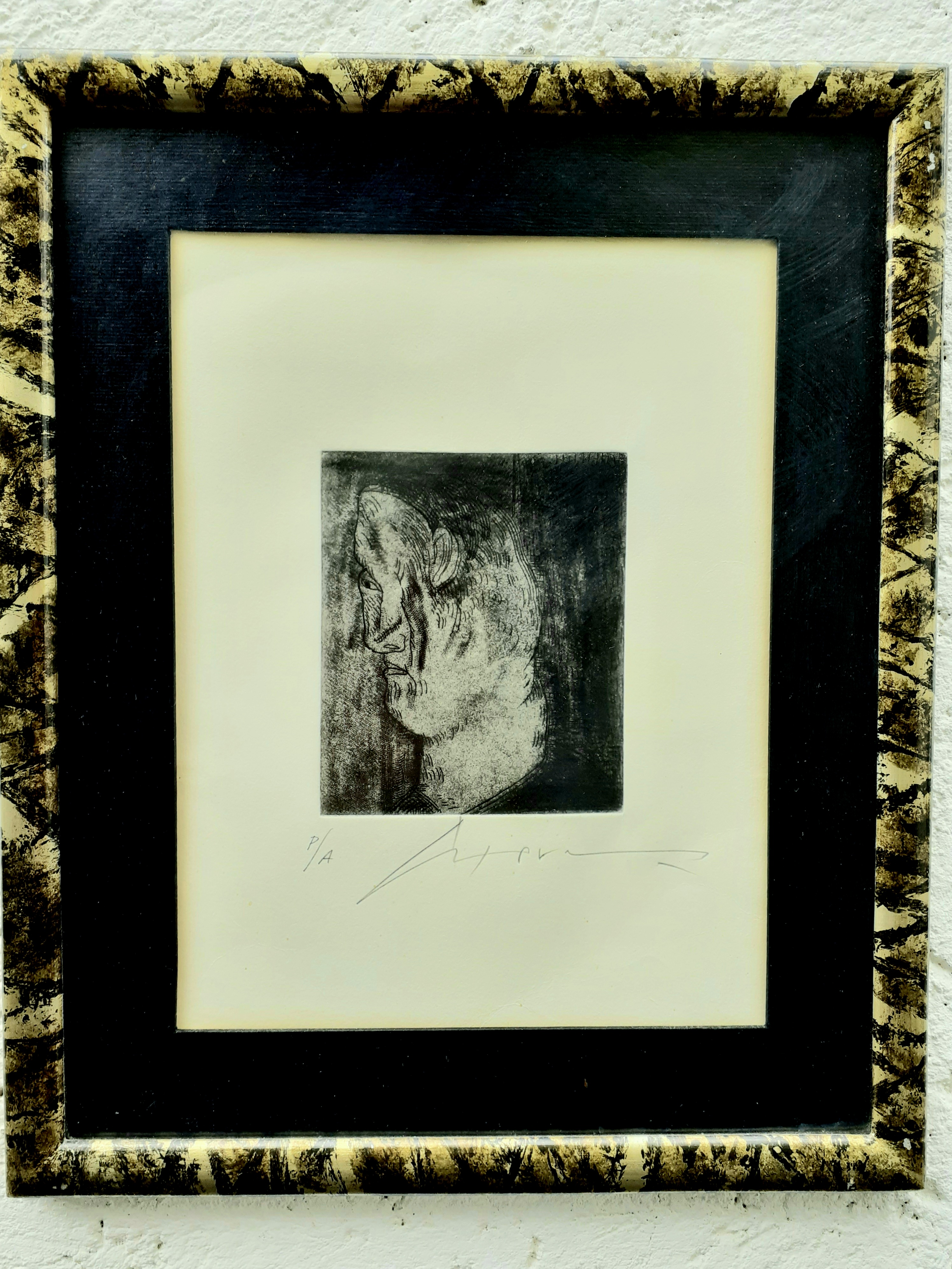
Personaje impío, grabado, José Luis Cuevas, 1978.
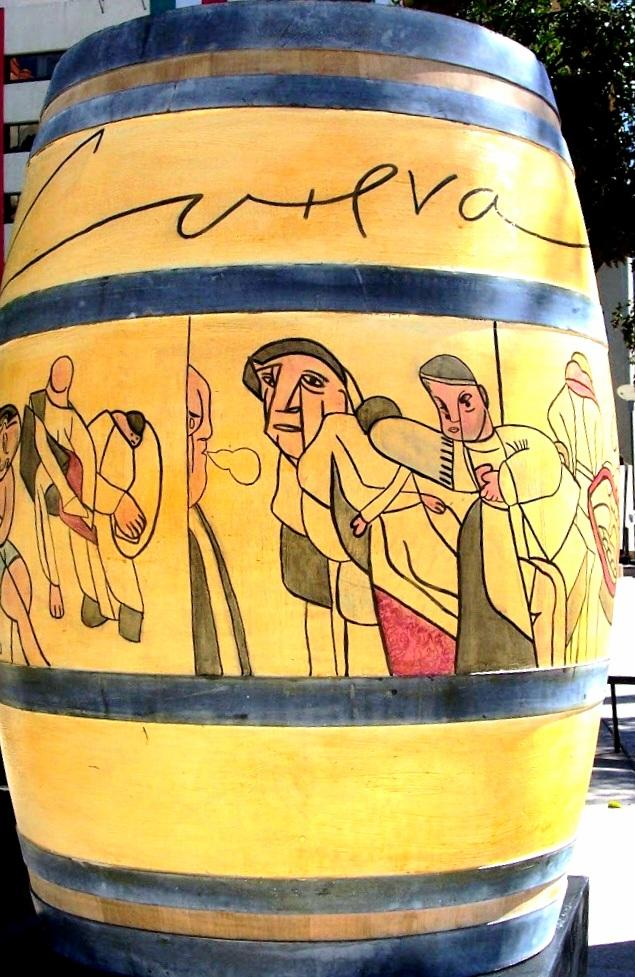
Barrica pintada por José Luis Cuevas. Exhibición Arte en Barricas, Tequila La Herradura. Cd. Mx. 2012
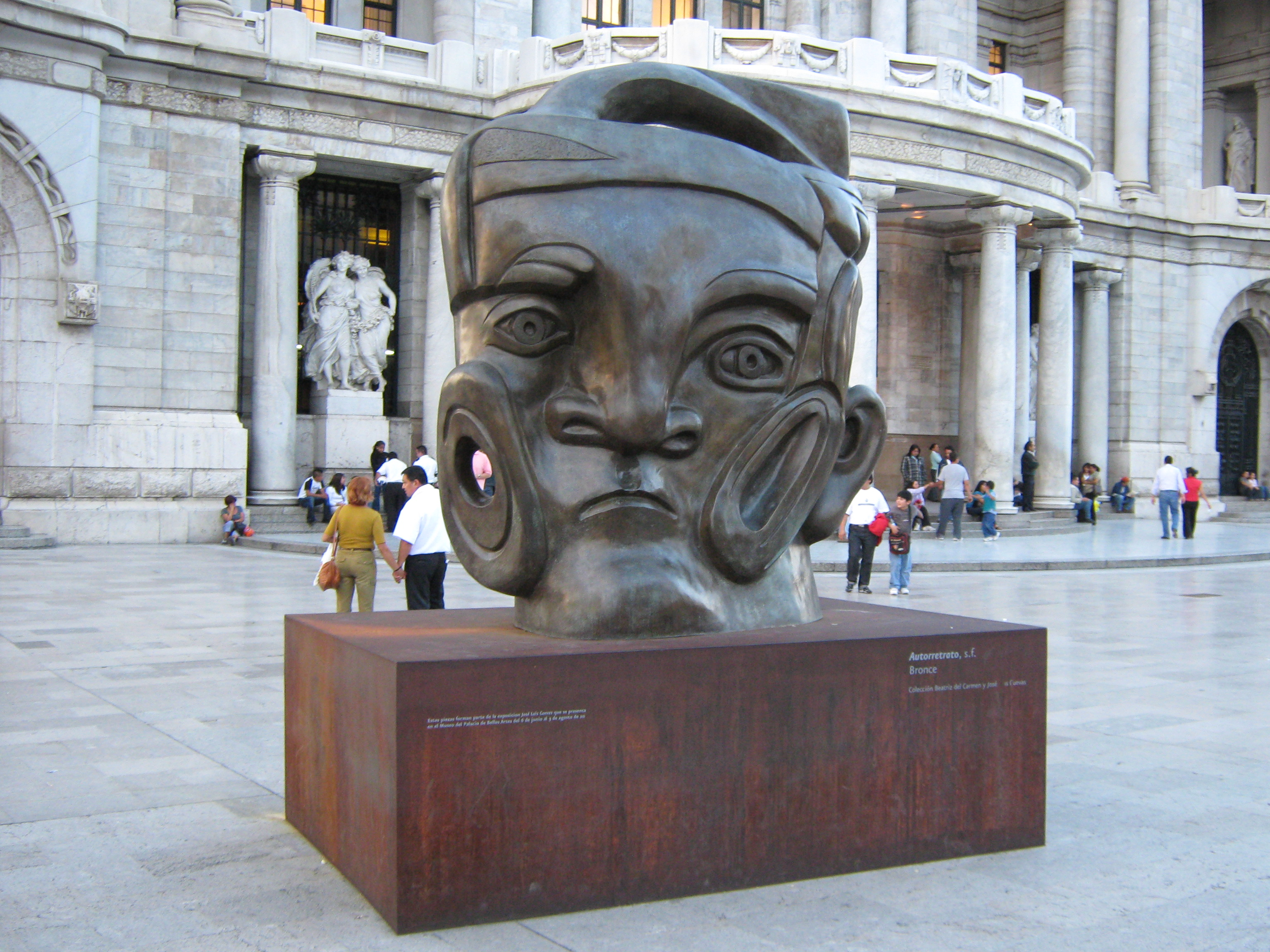
Autorretrato, escultura en bronce. José Luis Cuevas, Palacio de Bellas Artes. Cd. Mx.
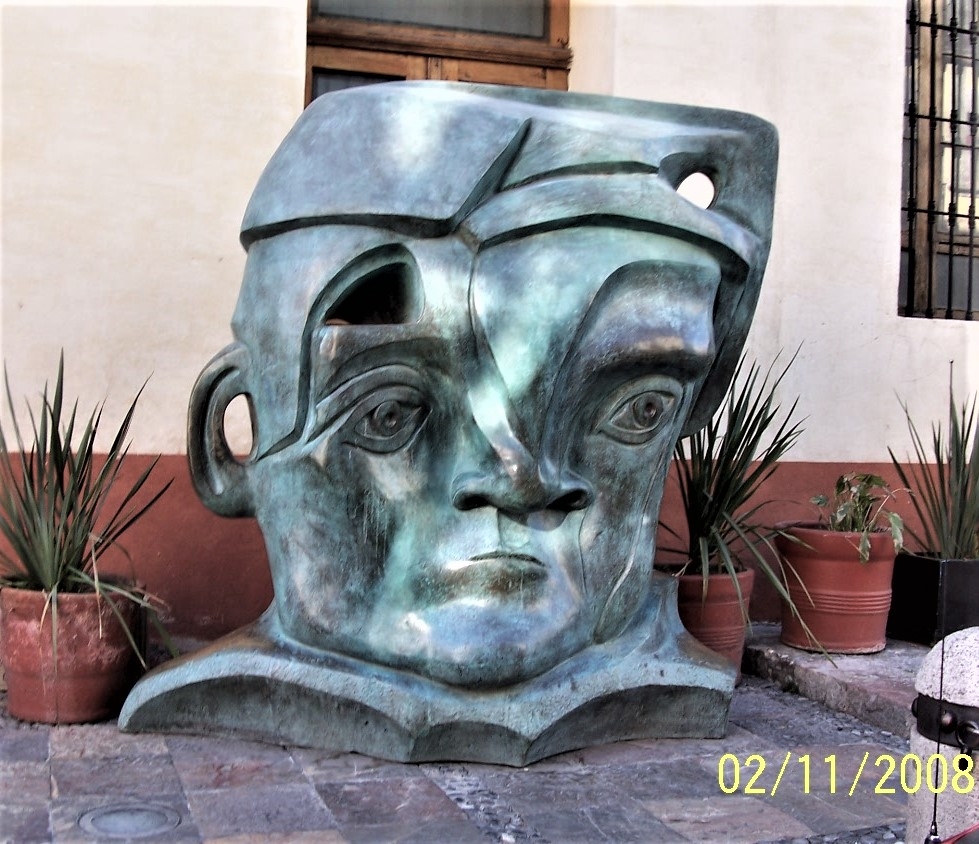
Autorretrato introspectivo. Escultura, José Luis Cuevas, presentado en las afueras del Museo José Luis Cuevas. Ciudad de México. 2018
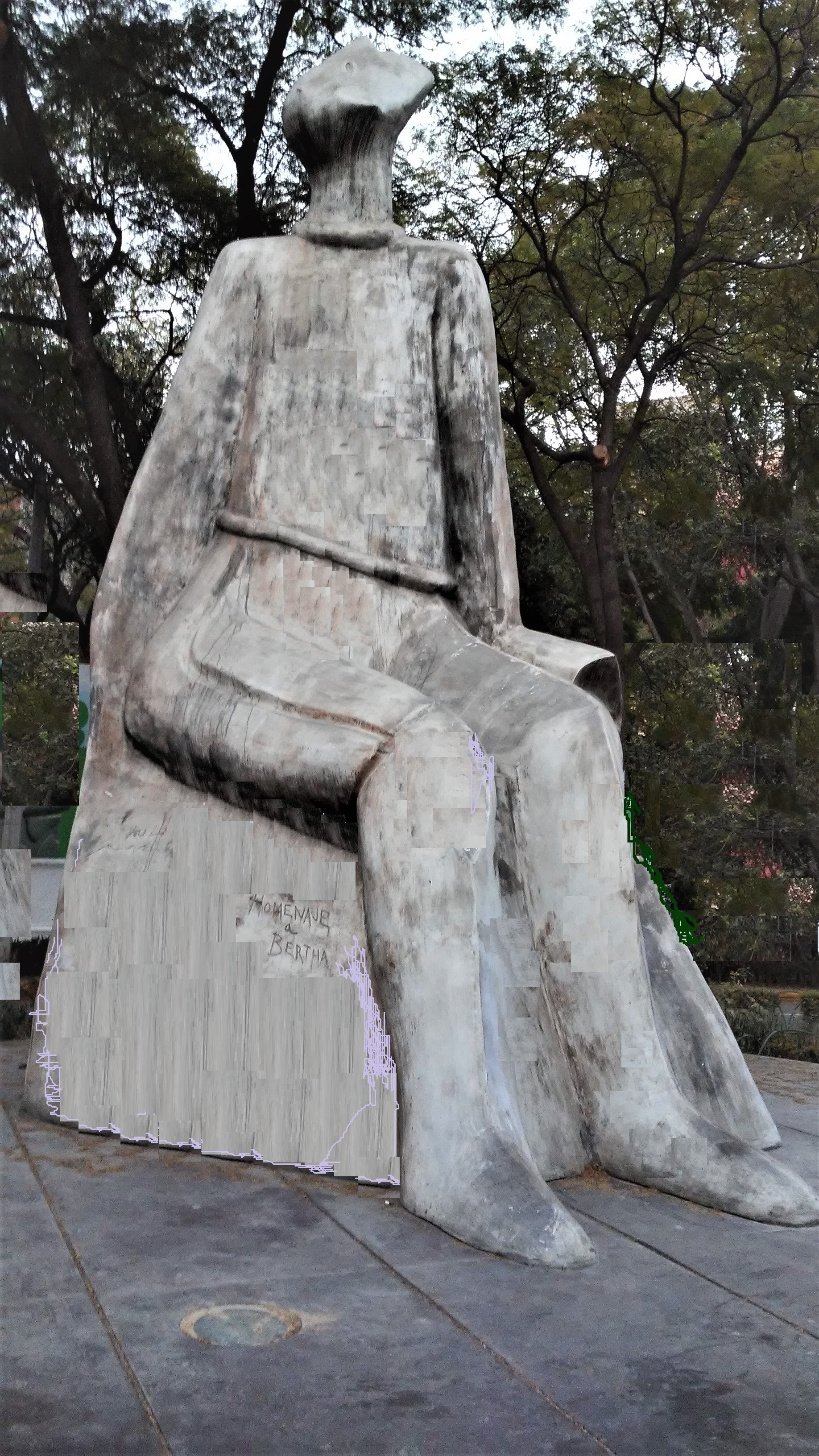
Figura mirando hacia el infinito, Homenaje a Bertha, José Luis Cuevas, Plaza Necaxa, Cd. Mx.
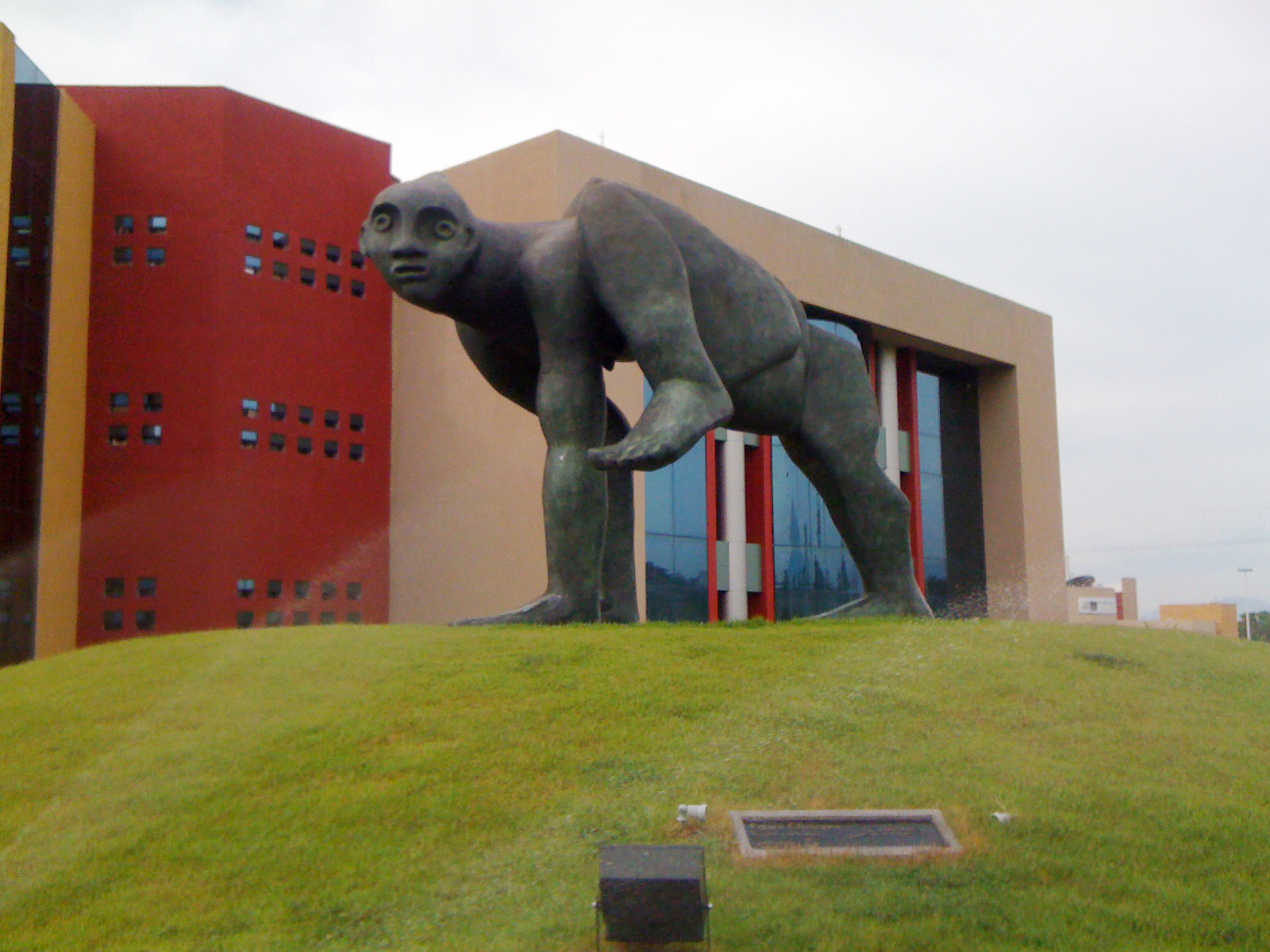
Figura Obscena, José Luis Cuevas, Ciudad de Colima, México.
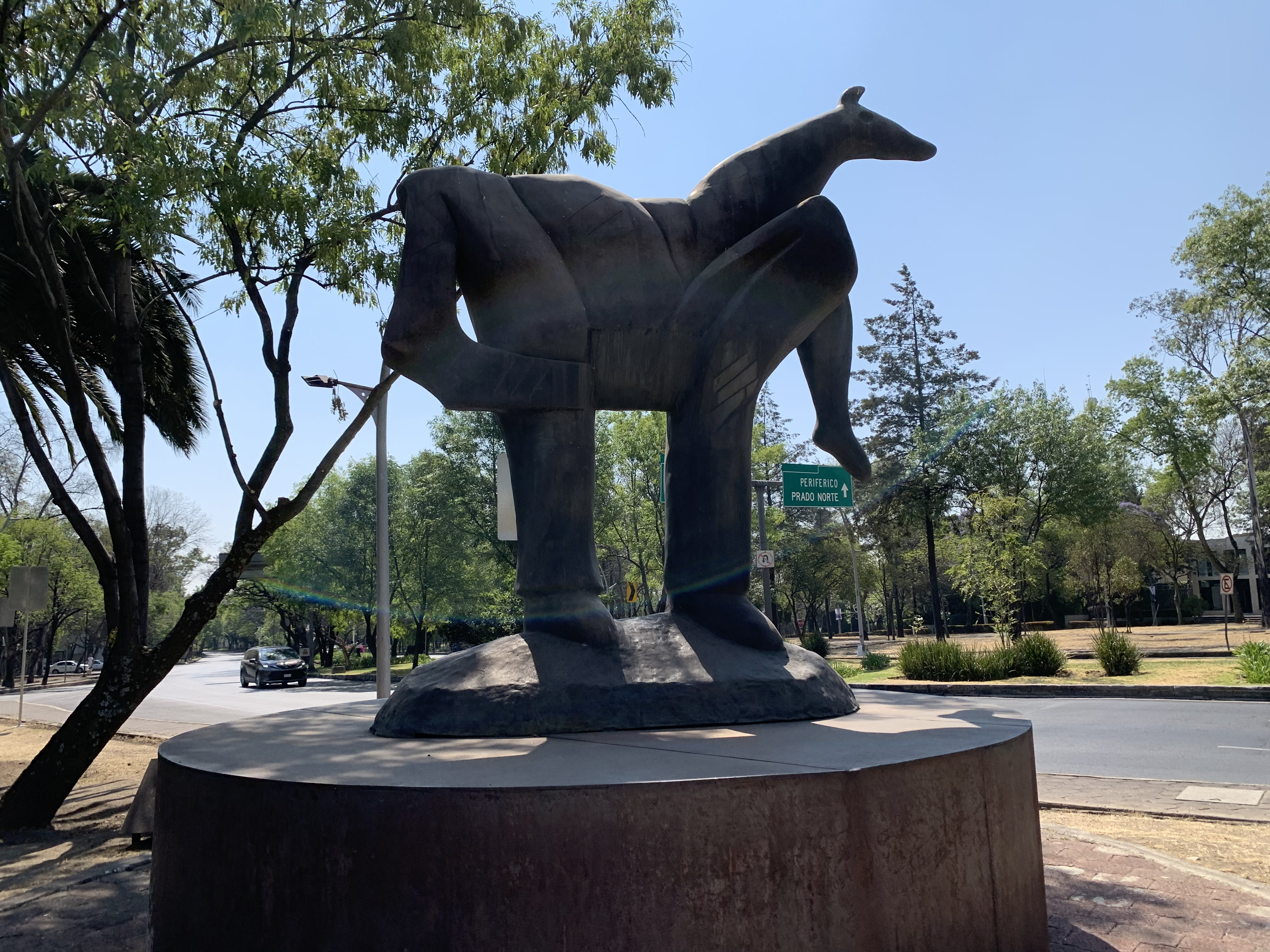
El Caballito, José Luis Cuevas, Avenida Paseo de la Reforma, México.
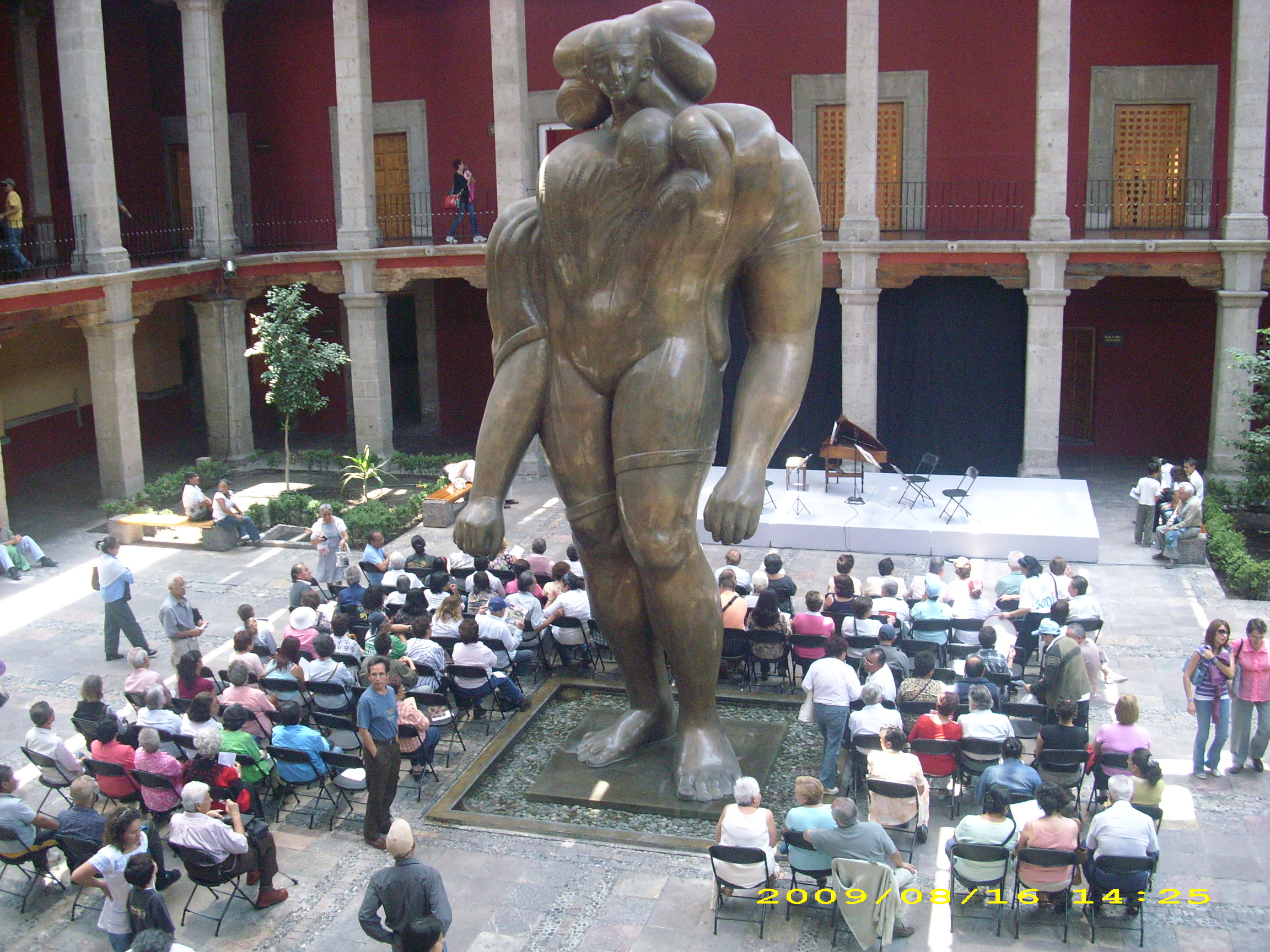
La Giganta, claustro del Museo José Luis Cuevas. Cd. Mx.
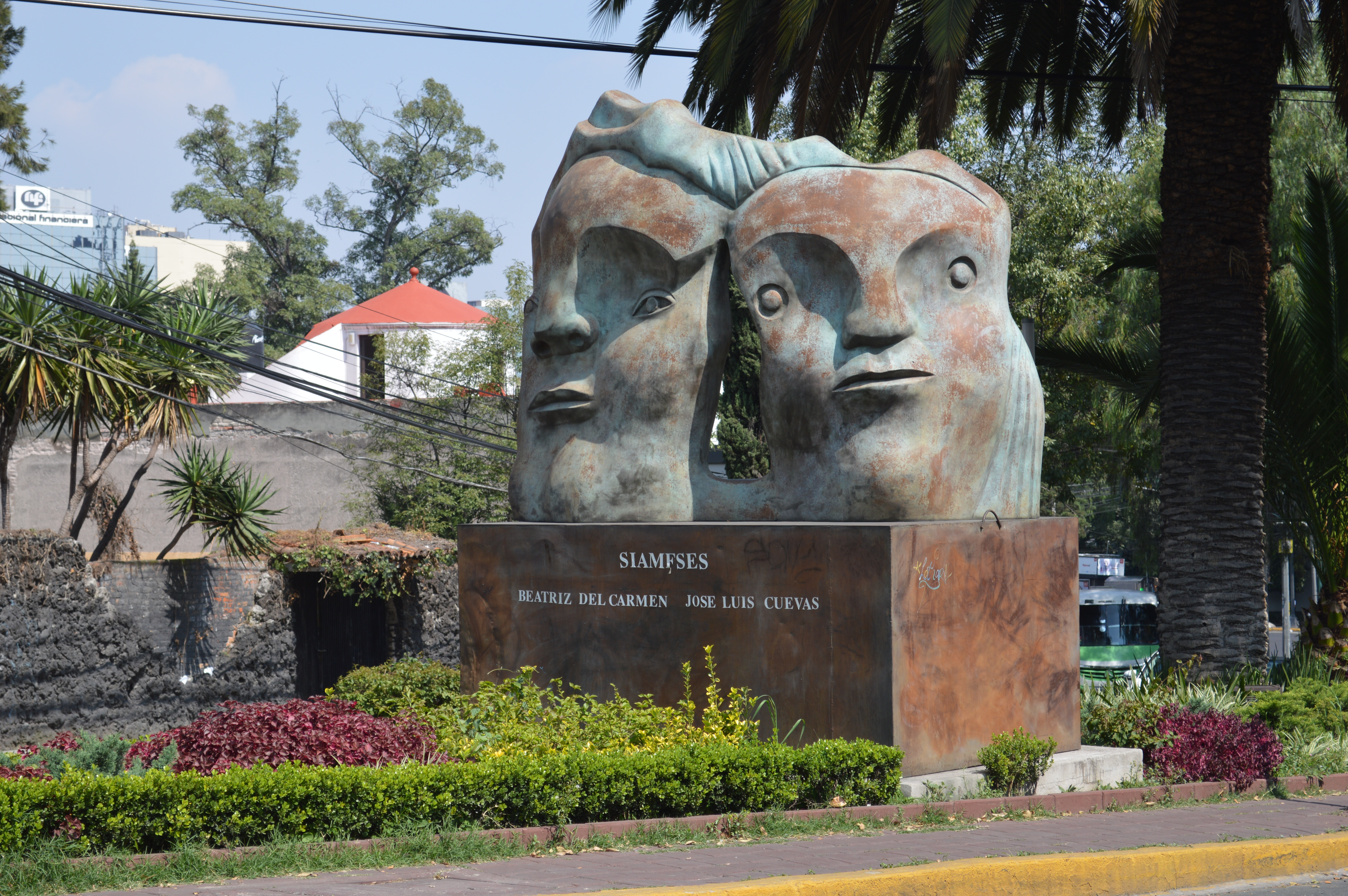
Siameses, Beatriz del Carmen y José Luis Cuevas. Cd. Mx.
Cartel exposición El regreso de otro hijo pródigo, Museo de Arte Moderno, Cd. Mx. 1979.
Cartel de Marzo Mes de José Luis Cuevas, celebrado en la Ciudad de México en 1982.
Cartel exposición Colección de Mariana, Jimena y María José Cuevas, Galería ANDSA, Cd. Mx. 1982, con firma autógrafa.
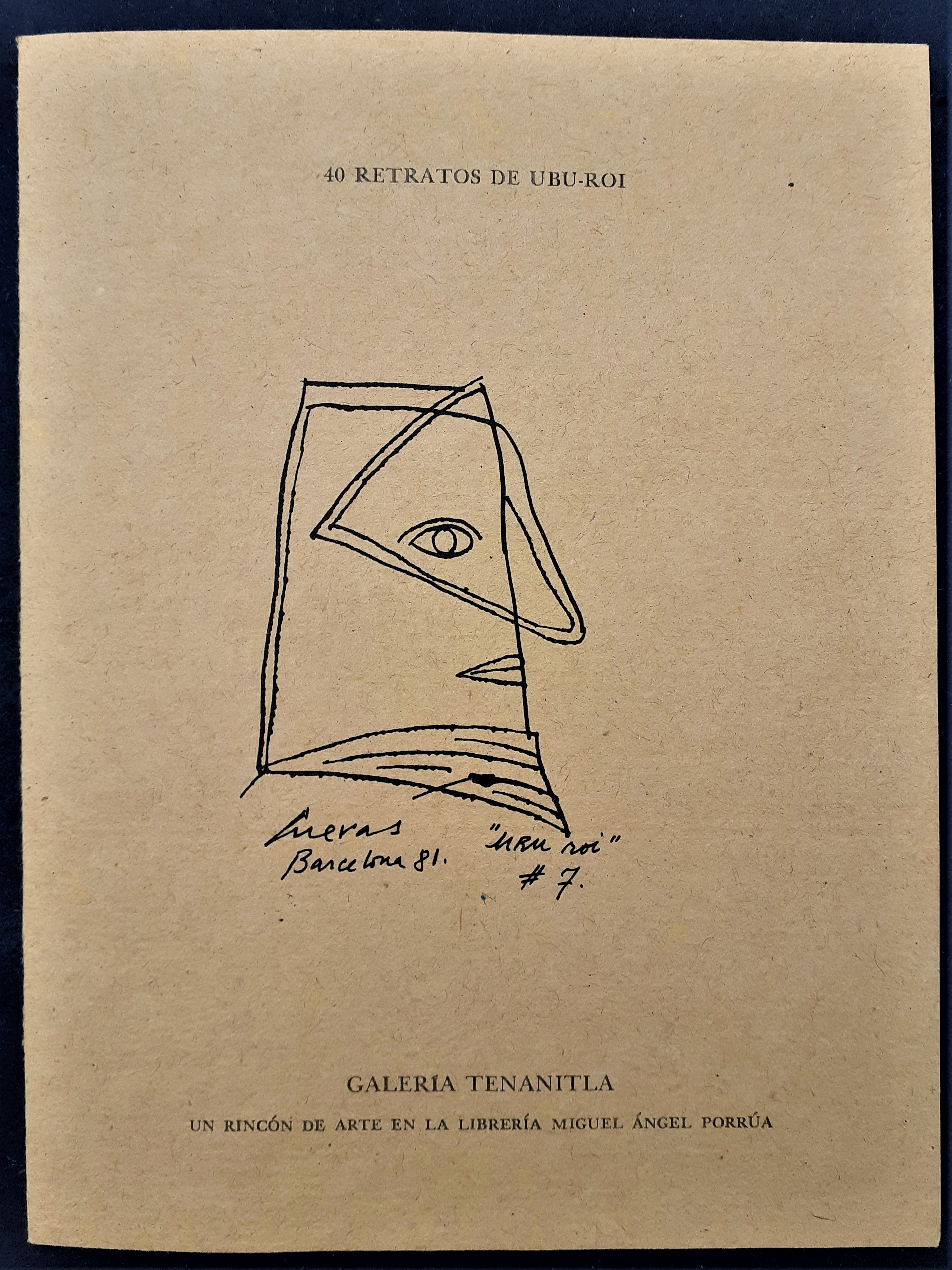
Invitación exposición y presentación del libro 40 Retratos de Ubu Roi de José Luis Cuevas, galería Tenanitla, Cd. Mx.1982
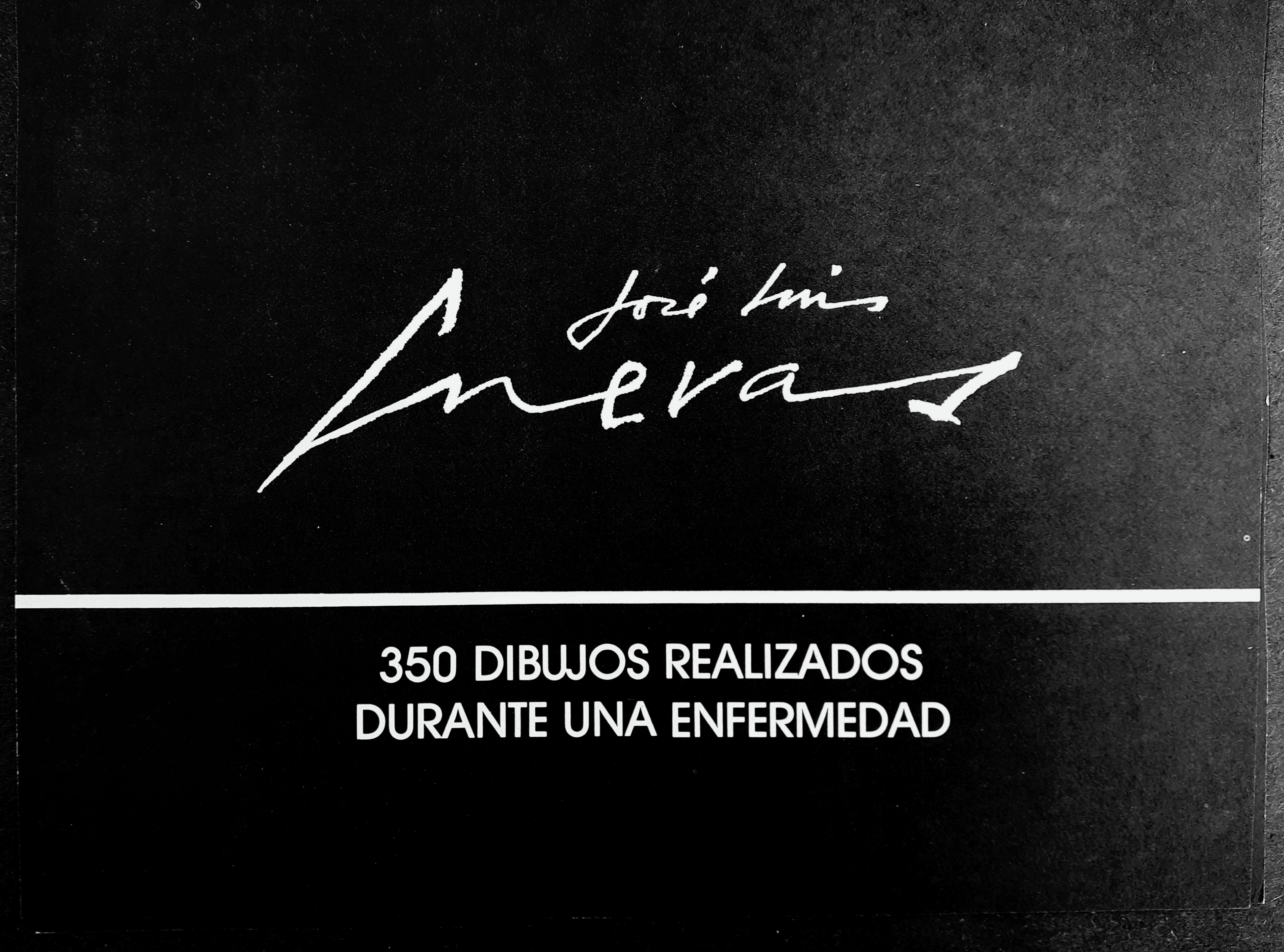
Invitación exhibición 350 dibujos realizados durante una enfermedad de Cuevas, Centro Cultural SHCP Cd. Mx, 1982
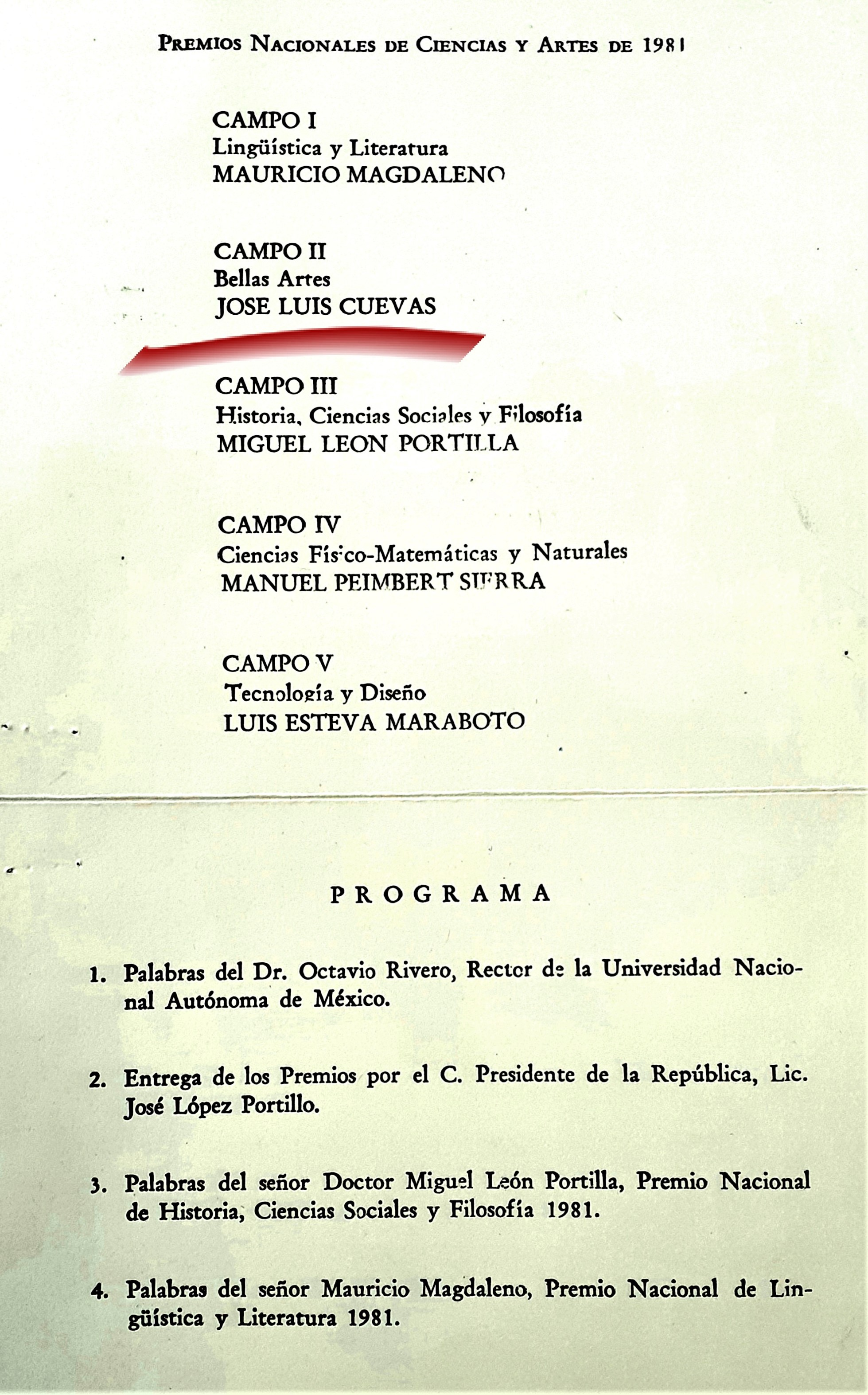
Cuevas, Premio Nacional de Bellas Artes 1981, México.
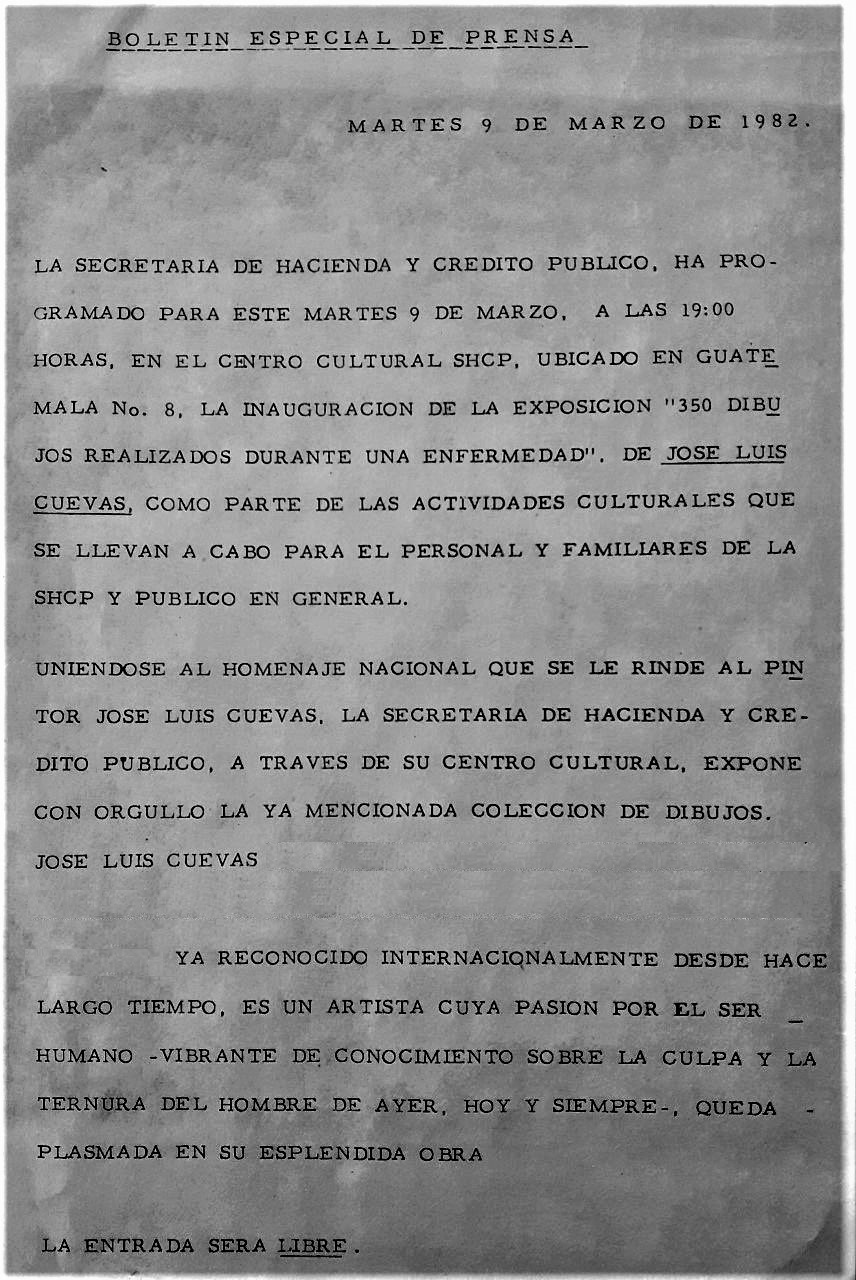
Boletín de prensa exposición 350 dibujos realizados durante una enfermedad de Cuevas, Cd. Mx. 1982
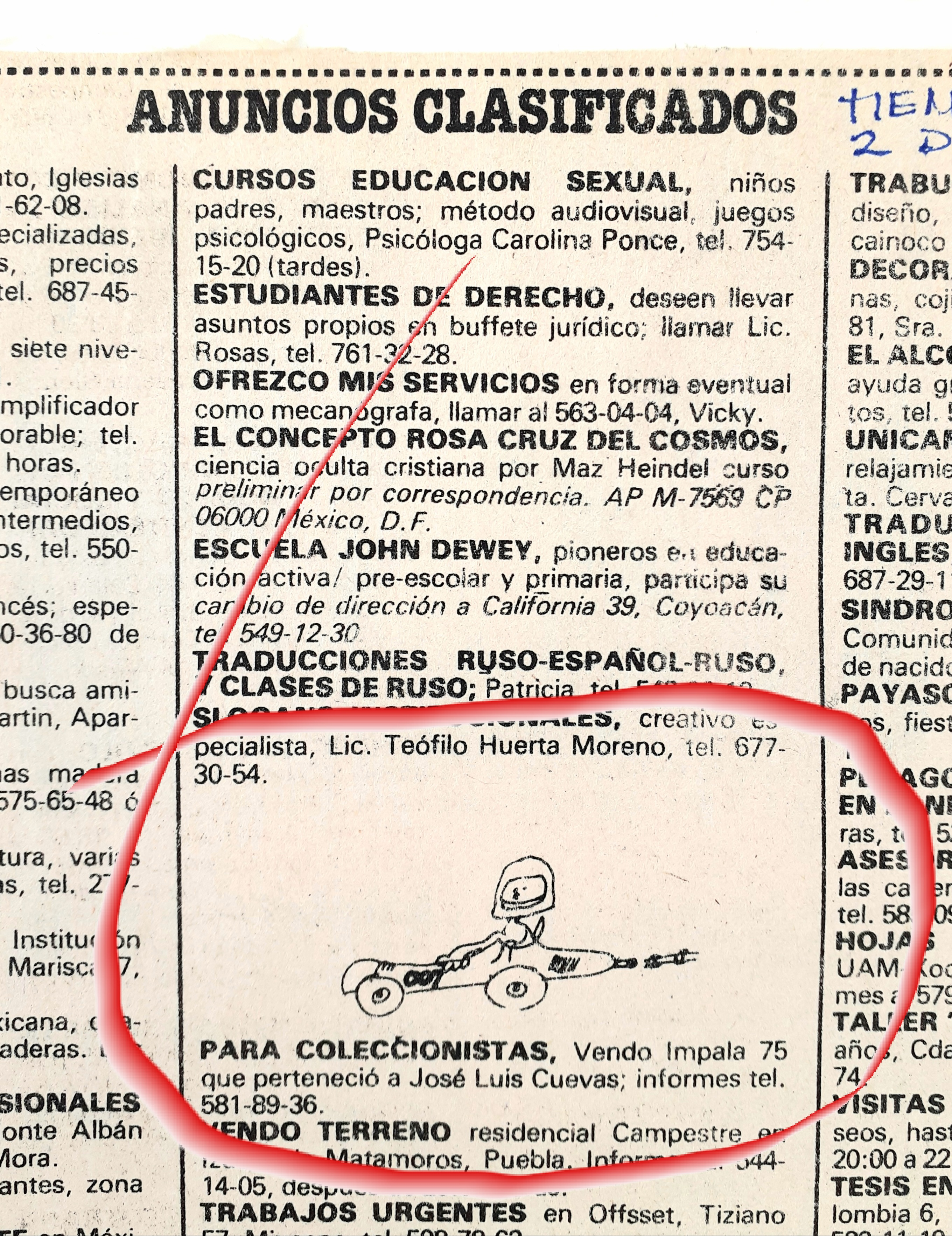
Anuncio clasificado auto que fue de Cuevas, periódico Uno Más Uno, México, abril 2, 1982.